# Tafrina
A tafrina nevű gomba-nemzetség a tömlősgombák (Ascomycota) törzsébe tartozik, amely a levél- és barkabetegségeket, valamint bizonyos virágos növények boszorkányseprűjét okozza. Az egyik leggyakrabban megfigyelt faj az őszibaracklevél pödrődését okozza. Jellemzően élesztőként növekszik életciklusa egyik fázisában, majd megfertőzi a növényi szöveteket, amelyekben a tipikus hifák kialakulnak, és végül egy csupasz aszkoréteget képez gazdaszervezete deformált, gyakran élénken pigmentált felszínén, amelynek gubacs- vagy hólyagszerű szövetein kívül nem képződik különálló termőtest. Az aszkuszok egy parafízis nélküli réteget alkotnak, és hiányoznak belőlük a hüvelyek. Az aszkospórák gyakran több élesztősejtben rügyeznek az aszkuszokon belül. Filogenetikailag a Taphrina az Ascomycota bazális csoportjába tartozik, és a Taphrinomycotina altörzs, a dérgombák (Taphrinomycetes) osztály és a Taphrinales rend típusnemzetsége.

## Fajai
- Taphrina alni (Berk. & Broome) Gjaerum
- Taphrina aurea (Pers.) Fr.
- Taphrina betulina Rostr.
- Taphrina bullata (Berkeley) Tulasne
- Taphrina caerulescens (Desmaz. & Mont.) Tul.
- Taphrina communis (Sadeb.) Giesenh.[3]
- Taphrina coryli
- Taphrina deformans (Berk.) Tul.
- Taphrina entomospora Thaxter
- Taphrina faulliana Mix[4]
- Taphrina filicina Rostr.[4]
- Taphrina hiratsukae Nishida[4]
- Taphrina johansonii Sadebeck
- Taphrina maculans Butler
- Taphrina padi (Jacz.) Mix
- Taphrina piri
- Taphrina polystichi Mix[4]
- Taphrina populina (Fr. ex Fr.) Fr.
- Taphrina potentillae (Farl.) Johans.
- Taphrina pruni Tul.
- Taphrina sadebeckii Johans.
- Taphrina tosquinetii (WestendD.) Magnus
- Taphrina ulmi (Fuckel) Johans.
- Taphrina wiesneri (Rathay) Mix

## Fordítás
Ez a szócikk részben vagy egészben  a   Taphrina című angol Wikipédia-szócikk ezen változatának fordításán alapul.  Az eredeti cikk szerkesztőit annak laptörténete sorolja fel. Ez a jelzés csupán a megfogalmazás eredetét és a szerzői jogokat jelzi, nem szolgál a cikkben szereplő információk forrásmegjelöléseként.